# 白杨畈站

白杨畈站位于江西省九江市瑞昌市，建于1989年。距武昌站213公里，距庐山站34公里。现为四等站。客运办理旅客乘降，行李、包裹托运；货运办理整车、零担货物发到。